# Trolejbusy w Debreczynie
Trolejbusy w Debreczynie – system komunikacji trolejbusowej działający w węgierskim mieście Debreczyn.
Trolejbusy w Debreczynie uruchomiono 2 lipca 1985.

## Linie
Obecnie w Debreczynie istnieją trzy linie trolejbusowe:
| Numer linii | Trasa                                           |
| ----------- | ----------------------------------------------- |
| 3           | Segner tér – Burgundia utca – Köztemető, főkapu |
| 3A          | Segner tér – Burgundia utca – Kassai út         |
| 4           | Segner tér – Dobozi lakótelep                   |
| 5           | Segner tér – Nagyállomás – Köztemető, főkapu    |
| 5A          | Segner tér – Nagyállomás – Kassai út            |

## Tabor
Obecnie w eksploatacji znajdują się 24 trolejbusy:
- ZiU-9 – 2 trolejbusy
- Solaris Trollino 12 – 21 trolejbusów
- Ganz-MAZ-103T – 1 trolejbus

Ponadto w taborze znajduje się 1 trolejbus zabytkowy typu Ikarus 280 T.